# Aleurodaphis sinisalicis
Aleurodaphis sinisalicis är en insektsart. Aleurodaphis sinisalicis ingår i släktet Aleurodaphis och familjen långrörsbladlöss. Inga underarter finns listade i Catalogue of Life.